# Carl Gunnar Molin
Carl Gunnar Molin, född 19 september 1861 i Stockholm, död 17 mars 1940 i Brooklyn, New York, var en svensk-amerikansk läkare, målare, grafiker och skulptör.
Han var son till maskinisten Carl Axel Molin och Anna Christina Fernström. Molin utvandrade till Amerika 1887. Han var anställd som läkare vid det Svenska sjukhuset i Brooklyn 1906-1929 därefter verkade han som privatpraktiserande läkare. Hans konstintresse ledde till att han vid sidan av sitt arbete studerade konst vid Art Students League of New York och vid en konstskola i Woodstock. Han var representerad i den svensk-amerikanska vandringsutställningen som visades i Sverige 1920 och i den svensk-amerikanska konstutställningen i Göteborg 1923. Han var medlem i American Artists Professional League, Scandinavian-American Artists samt ordförande i New York-avdelningen av
The American-Scandinavian Foundation. 